# 1911
Évszázadok: 19. század – 20. század – 21. század
Évtizedek: 1860-as évek – 1870-es évek – 1880-as évek – 1890-es évek – 1900-as évek – 1910-es évek – 1920-as évek – 1930-as évek – 1940-es évek – 1950-es évek – 1960-as évek
Évek: 1906 – 1907 – 1908 – 1909 –  1910 – 1911 – 1912 – 1913 – 1914 – 1915 – 1916

## Események

### Határozott dátumú események
- január 5. – Monacóban elfogadják az alkotmányt, a hercegség ettől kezdve alkotmányos monarchia.
- március 19. – Első alkalommal tartják meg a nemzetközi nőnapot Ausztriában, Dániában, Németországban és Svájcban.
- május 7. – Hamburgban megnyílik a Régi Elba-alagút.
- május 14. – Verekedéssé fajult szóváltás közben Zsilinszky Gábor lelövi Áchim L. András alföldi vezetőt.[1]
- május 22. – Megalakul az Ujedinjenje ili smrt (Egyesülés vagy halál) nevű titkos szervezet, amely a délszláv népek egyesítését kívánja elérni, akár terrorral is.[2]
- május 31. – Kétéves munka után vízre bocsátják a 268 méter hosszú és több mint 46 ezer tonna súlyú Titanicot.[3]
- június 16. – Herman Hollerith megalapítja a Tabulating Machine Companyt. (Később IBM.)
- június 28. – Szlovák politikusok küldöttsége memorandumot nyújt át Khuen-Héderváry Károly miniszterelnöknek a szlovák nemzeti kulturális sérelmek orvoslása tárgyában. (A memorandum az 1861. évi turócszentmártoni – szlovák autonóm területet követelő – memorandum 50. évfordulójára készült.)[4]
- július 8. – [[1911-es kecskeméti földrengés|Földrengés Kecskeméten.[5]
- július 24. – Gerzsány Mária letartóztatása.
- július 26. – Megalakul Horvátországban a jogpárti blokk. (Programja a Monarchián belüli trializmus létrehozása; Zágráb mint harmadik, Béccsel és Budapesttel egyenlő hatalmi központ.)[6]
- szeptember 14. – Kijevben merénylet áldozata lesz Pjotr Sztolipin orosz miniszterelnök, aki négy nappal később belehal sérüléseibe.
- szeptember 29. – Olaszország hadat üzen Törökországnak;[7] blokád alá veszik és bombázzák Tripoliszt (ma Líbia).
- október 19. – A Szlovák Nemzeti Párt (SZNP) elnöksége kizárja a pártból a korrupcióval és a kormánnyal való együttműködéssel megvádolt néppárti politikusokat.[8]
- október 21. – Károly főherceg és Zita hercegnő esküvője.
- október 25. – Nagy-Britanniában Sir Winston Churchillt nevezik ki az Admiralitás Első Lordjává.[9]
- december 14. – Roald Amundsen norvég felfedező első emberként eléri a Déli-sarkot.
- december 29. – A nankingi konferencia deklarálja a Kínai Köztársaságot, melynek első elnöke Szun Jat-szen (1912. január 1-jétől).

### Határozatlan dátumú események
- az év folyamán –
  - Megjelenik a Révai nagy lexikona első kötete.
  - Válság robban ki Marokkó birtoklása körül.
  - Mongólia kinyilvánítja a Kínától való függetlenségét.
  - Portugáliában megalakul a gyarmatügyi minisztérium, továbbá életbe léptetik a gyarmatok közigazgatási reformját.[10]
- december folyamán – Választások Horvátországban. (Az egyesült jogpártok szereznek többséget.)[11]

## Az év témái

### 1911 a filmművészetben
- június – Megalakul a Hunnia Filmvállalat Budapesten, a Lipót körúti Vígszínház mellett épülő műteremmel, majd egy éven belül csődbe megy,
- október 27. – David Horsley megnyitja az első filmstúdiót (Nestor Studio) Hollywoodban, a Gower street sarkán.
- A Mozgókép Híradó írói között feltűnik egy dán filmművészetért rajongó ifjú kritikus: Korda Sándor.
- Little Nemo – rendező Winsor McCay és J. Stuart Blackton
- The Battle – rendező D. W. Griffith
- What Shall We Do with Our Old? – rendező D. W. Griffith

### 1911 az irodalomban
- Megjelenik Móricz Zsigmond első jelentős regénye a Sárarany.
- Megjelenik Krúdy Gyula Színdbád ifjúsága című műve.
- Csáth Géza megjelenteti Janika című komédiáját és Az elmebetegek pszichikus mechanizmusa című orvostudományi szakkönyvét.

### 1911 a sportban
- A FTC nyeri az NB1-et. Ez a klub hatodik bajnoki címe.
- március 16. – Megalakul a Vasas Sport Club.
- június 11. – Megalakul a Kecskeméti TE

### 1911 a tudományban
- - Ernest Rutherford megkezdi híres szóráskísérleteit, bebizonyítva ezzel az atommag létezését.
- Frederick Winslow Taylor kiadja A tudományos menedzsment/irányítás alapelvei (The Principles of Scientific Management) című munkáját.
- Angliában megépítik az első kétmotoros repülőgépet.
- Az Amerikai Egyesült Államokban hidroplánt építenek.
- Roald Amundsen norvég sarkkutató eléri a Déli-sarkot.

### 1911 a vasúti közlekedésben
- Január 28.: Magyarországon átadják a 106-os számú vasútvonalat (ma Debrecen–Nagykereki-vasútvonal, mely azonban akkor még Nagyváradig vezetett.

### 1911 a zenében
- január 26. Drezdában bemutatják Richard Strauss Rózsalovag című operáját.[12]
- Párizsban bemutatják Sztravinszkij Petruska című balettjét.
- Bartók Béla megkomponálja A kékszakállú herceg vára című operáját és az Allegro barbaro című zongoraművét.[13]

## Születések
- január 11. – Varjas Béla irodalomtörténész, könyvtáros, az Országos Széchényi Könyvtár vezetője 1948 és 1957 között († 1985)
- január 21. – id. Máthé Imre botanikus, agrobotanikus, az MTA tagja († 1993)
- január 22. – Bruno Kreisky, Ausztria külügyminisztere, kancellárja († 1990)
- január 30. – Roy Eldridge, amerikai dzsesszzenész († 1989)
- február 4. – Takáts Gyula, költő, műfordító († 2008)
- február 4. – Püski Sándor könyvkiadó († 2009)
- február 6. – Ronald Reagan, az Amerikai Egyesült Államok 40. elnöke († 2004)
- február 11. – Bellák László, hétszeres világbajnok asztaliteniszező († 2006)
- február 27. – Kazal László, színész († 1983)
- március 2. – Bozsi Mihály, olimpiai bajnok vízilabdázó, úszó, edző († 1984)
- március 12. – Kiss Manyi, Kossuth- és Jászai Mari-díjas színésznő († 1971)
- március 13. – L. Ron Hubbard, amerikai író, a Szcientológia Egyház alapítója († 1986)
- március 16. – Josef Mengele, német orvos, náci háborús bűnös († 1979)
- március 23. – Palócz Endre, olimpiai bronzérmes, világbajnok vívó († 1988)
- március 24. – Horn Artúr, mezőgazdasági mérnök († 2003)
- március 24. – Joseph Barbera, amerikai animátor, a Hanna–Barbera Stúdiók alapítója († 2006)
- március 26. – Tennessee Williams, amerikai drámaíró († 1983)
- április 1. – Goda Gábor, író († 1996)
- április 14. – Romzsa Tódor, munkácsi görögkatolikus püspök († 1947)
- április 23. – Wanié András, olimpiai bronzérmes, Európa-bajnok úszó, vízilabdázó, sportvezető († 1976)
- május 2. – Homoródi Lajos, magyar földmérő mérnök, geofizikus († 1982)
- május 4. – Buttykay Emmi, színésznő († 1957)
- május 4. – Bozóky László sugárfizikus, mérnökfizikus, az MTA rendes tagja († 1995)
- május 8. – Robert Johnson, sokak szerint a leghíresebb Delta blues énekes és gitáros, bár csak 27 évet élt, és első felvételei halála előtt három évvel keletkeztek († 1938)
- május 14. – Palotás József, olimpiai bronzérmes birkózó († 1957)
- május 16. – Rodolfo, valódi nevén Gács Rezső bűvész († 1987)
- május 31. – Maurice Allais francia Közgazdasági Nobel-emlékdíjas közgazdász, tudományos kutató, egyetemi tanár.  († 2010)
- június 11. – Orsós Ottó növénykutató († 1939)
- június 13.
  - Luis Walter Alvarez, Nobel-díjas fizikus († 1988)
  - Szabados Jenő festőművész, a második világháború hősi halottja  († 1942)
- június 30. – Czesław Miłosz, Nobel-díjas lengyel költő († 2004)
- július 6. – Simor Erzsi színésznő († 1977)
- július 18. – Győrffy Barna növénygenetikus, biokémikus, a magyarországi molekuláris genetikai kutatások jelentős alakja, az MTA tagja († 1970)
- augusztus 7. – Bibó István, jogász, író († 1979)
- augusztus 16. - Barta Barri, magyar-spanyol színész († 2003)
- augusztus 24. – Barna Viktor, huszonkétszeres világbajnok asztaliteniszező († 1972)
- augusztus 27. – Barabás Tibor író († 1984)
- augusztus 28. – Joseph Marie Antoine Luns holland politikus, a NATO volt főtitkára († 2002)
- augusztus 28. – Berlász Jenő, történész, könyvtáros, levéltáros († 2015)
- szeptember 6. – Serflek Gyula magyar mezőgazdász, politikus († 1971)
- szeptember 7. – Todor Zsivkov bolgár politikus, párt- és államfő († 1998)
- szeptember 11. – Alfred Naujocks német titkosügynök, az SD bérgyilkosa († 1966?)
- szeptember 16. – Benedek Tibor színész, konferanszié († 1963)
- szeptember 18. – Somos András kertészmérnök, a fóliasátras zöldségtermesztés magyarországi meghonosítója, az MTA tagja († 1996)
- szeptember 19. – William Golding, Nobel-díjas angol író († 1993)
- október 2. – Baróti Dezső, irodalomtörténész († 1994)
- október 14. – Ferencz Károly, olimpiai bronzérmes birkózó († 1984)
- október 16. – Zórád Ernő, magyar festő, grafikus, képregény-rajzoló († 2004)
- október 26. – Kopasz Márta, festő- és grafikusművész († 2011)
- október 28. – Lőrincz Márton, olimpiai bajnok birkózó († 1969)
- október 31. – Fenyvessy Éva, magyar színésznő († 2009)
- november 16. – Básti Lajos, színész († 1977)
- november 23. – Andrássy Kurta János, szobrászművész († 2008)
- november 29. – Déry Sári, színésznő († 1952)
- december 5. – Władysław Szpilman, zongoraművész, zeneszerző († 2000)
- december 8. – Bágya András zeneszerző († 1992)
- december 11. – Nagíb Mahfúz, Irodalmi Nobel-díjas egyiptomi író († 2006)
- december 14. – Rödönyi Károly magyar gépészmérnök, közlekedésügyi szakpolitikus, közlekedési és postaügyi miniszter (1974–1976) († 1995)
- december 23. – Niels Kaj Jerne  angol születésű dán orvostudós, egyetemi tanár, a Brit Királyi Társaság tagja (1980), Nobel-díjas (1984) († 1994)
- december 25. – Gunda Béla, etnográfus († 1994)
- december 27. – Szervánszky Endre, zeneszerző († 1977)
- december 27. – Morell Mihály magyar festő, vágó, szobrász, kiváló művész († 2013)

## Halálozások
- március 11. – Jacobus Henricus van ’t Hoff fizikokémikus a reakciósebesség, a kémiai egyensúly és az ozmotikus nyomás vizsgálatai terén elért kiemelkedő munkásságaiért az első kémiai Nobel-díjat kapta 1901-ben (* 1855)
- május 18. – Gustav Mahler, osztrák zeneszerző (* 1860)
- május 23. – báró Bánffy Dezső, politikus, miniszterelnök (* 1843)
- június 1. – Kalecsinszky Sándor kémikus, geokémikus, az MTA tagja (* 1857)
- augusztus 6. – Florentino Ameghino, argentin őslénykutató, antropológus, zoológus és természettörténész (* 1853)
- október 29. – Pulitzer József, a modern amerikai újságírás atyja, sajtómágnás, a Pulitzer-díj alapítója (* 1847)
- október 31. – Barna Izidor magyar újságíró, költő, a magyar bulvársajtó úttörője (* 1860)

## Nobel-díjasok
- A Nobel-díjat a svéd Alfred Nobel alapította, 1901 óta adják át, melyet a Svéd Királyi Tudományos Akadémia ítél oda a tudomány, az irodalom és humanitárius területen kimagasló eredményt elért magánszemélyeknek, illetve intézményeknek.

| Fizikai            | Wilhelm Wien, német matematikus                                                             |
| Kémiai             | Marie Curie, lengyel származású francia fizikus, matematikus                                |
| Orvosi-fiziológiai | Allvar Gullstrand, svéd orvos                                                               |
| Irodalmi           | Maurice Maeterlinck, belga író                                                              |
| Béke               | Tobias Michael Carel Asser holland jogász, politikus, Alfred Hermann Fried osztrák újságíró |